# Литорал-Нордести (микрорегион)

Литорал-Нордести на карте.

Литорал-Нордести (порт. Microrregião do Litoral Nordeste) — микрорегион в Бразилии, входит в штат Риу-Гранди-ду-Норти. Составная часть мезорегиона Восток штата Риу-Гранди-ду-Норти. 
Население составляет 	84 040	 человек (на 2010 год). Площадь — 	2542,531	 км². Плотность населения — 	33,05	 чел./км².

## Демография
Согласно сведениям, собранным в ходе переписи 2010 г. Национальным институтом географии и статистики (IBGE), население микрорегиона составляет:						
| Полное население                             | Полное население                             | Полное население                             | Полное население                             | 84 040 |
| -------------------------------------------- | -------------------------------------------- | -------------------------------------------- | -------------------------------------------- | ------ |
| в том числе:                                 | Городское население                          | 27 931                                       | Процент городского населения, %              | 33,24  |
|                                              | Сельское население                           | 56 109                                       | Процент сельского населения, %               | 66,76  |
|                                              | Мужское население                            | 43 187                                       | Процент мужского населения, %                | 51,39  |
|                                              | Женское население                            | 40 853                                       | Процент женского населения, %                | 48,61  |
| Плотность населения, чел/км²                 | Плотность населения, чел/км²                 | Плотность населения, чел/км²                 | Плотность населения, чел/км²                 | 33,05  |
| Население микрорегиона в % к населению штата | Население микрорегиона в % к населению штата | Население микрорегиона в % к населению штата | Население микрорегиона в % к населению штата | 2,65   |

## Статистика
- Валовой внутренний продукт на 2003 год составляет 215 794 743,00 реалов (данные: Бразильский институт географии и статистики).
- Валовой внутренний продукт на душу населения на 2003 год составляет 2668,64 реалов (данные: Бразильский институт географии и статистики).
- Индекс развития человеческого потенциала на 2000 год составляет 0,590 (данные: Программа развития ООН).

## Состав микрорегиона
В составе микрорегиона включены следующие муниципалитеты:
1. Машарангуапи
2. Педра-Гранди
3. Пуреза
4. Риу-ду-Фогу
5. Сан-Мигел-ди-Торус
6. Сан-Мигел-ду-Гостозу
7. Тайпу
8. Торус